# Cebus
Cebus là một chi động vật có vú trong họ Cebidae, bộ Linh trưởng. Chi này được Erxleben miêu tả năm 1777. Loài điển hình của chi này là Simia capucina Linnaeus, 1758.

## Các loài
Chi này gồm các loài:
- Phân chi Cebus (Sapajus)
  - Cebus apella
    - Cebus (Sapajus) apella apella,
    - Cebus (Sapajus) apella margaritae

  - Cebus macrocephalus
  - Cebus cay
  - Cebus libidinosus
  - Cebus flavius
  - Cebus xanthosternos
  - Cebus robustus
  - Cebus nigritus
- Phân chi Cebus (cebus)
  - Cebus albifrons
    - Cebus (Cebus) albifrons versicolor
    - Cebus (Cebus) albifrons malitiosus
    - Cebus (Cebus) albifrons cesarae
    - Cebus (Cebus) albifrons leucocephalus
    - Cebus (Cebus) albifrons adustus
    - Cebus (Cebus) albifrons trinitatis
    - Cebus (Cebus) albifrons albifrons
    - Cebus (Cebus) albifrons unicolor
    - Cebus (Cebus) albifrons aequatorialis
    - Cebus (Cebus) albifrons yuracus
    - Cebus (Cebus) albifrons cuscinus

  - Cebus olivaceus
    - Cebus (Cebus) olivaceus brunneus
    - Cebus (Cebus) olivaceus apiculatus
    - Cebus (Cebus) olivaceus olivaceus
    - Cebus (Cebus) olivaceus castaneus

  - Cebus kaapori
  - Cebus capucinus
    - Cebus (Cebus) capucinus limitaneus
    - Cebus (Cebus) capucinus imitator
    - Cebus (Cebus) capucinus capucinus
    - Cebus (Cebus) capucinus curtus

## Hình ảnh

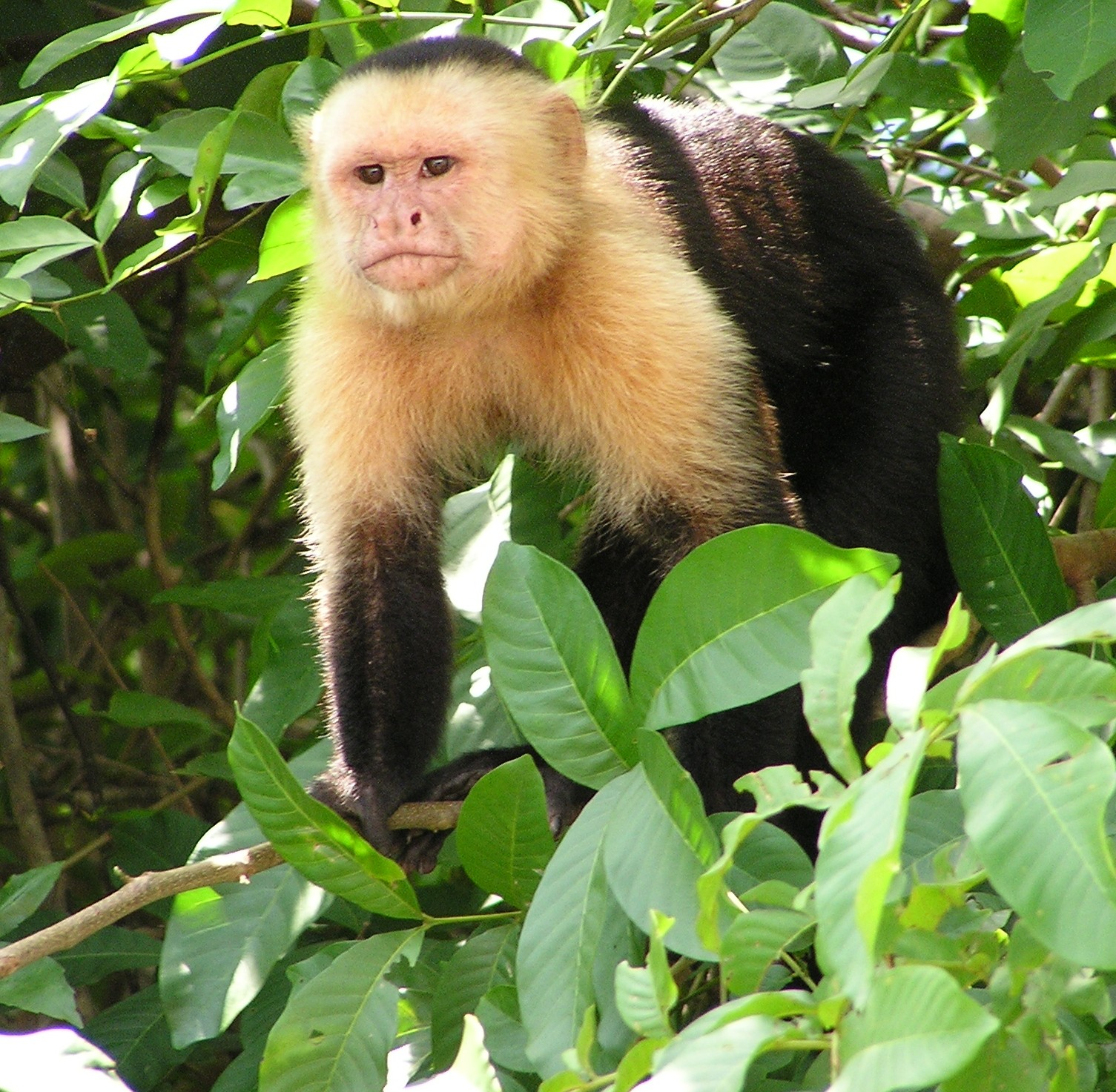
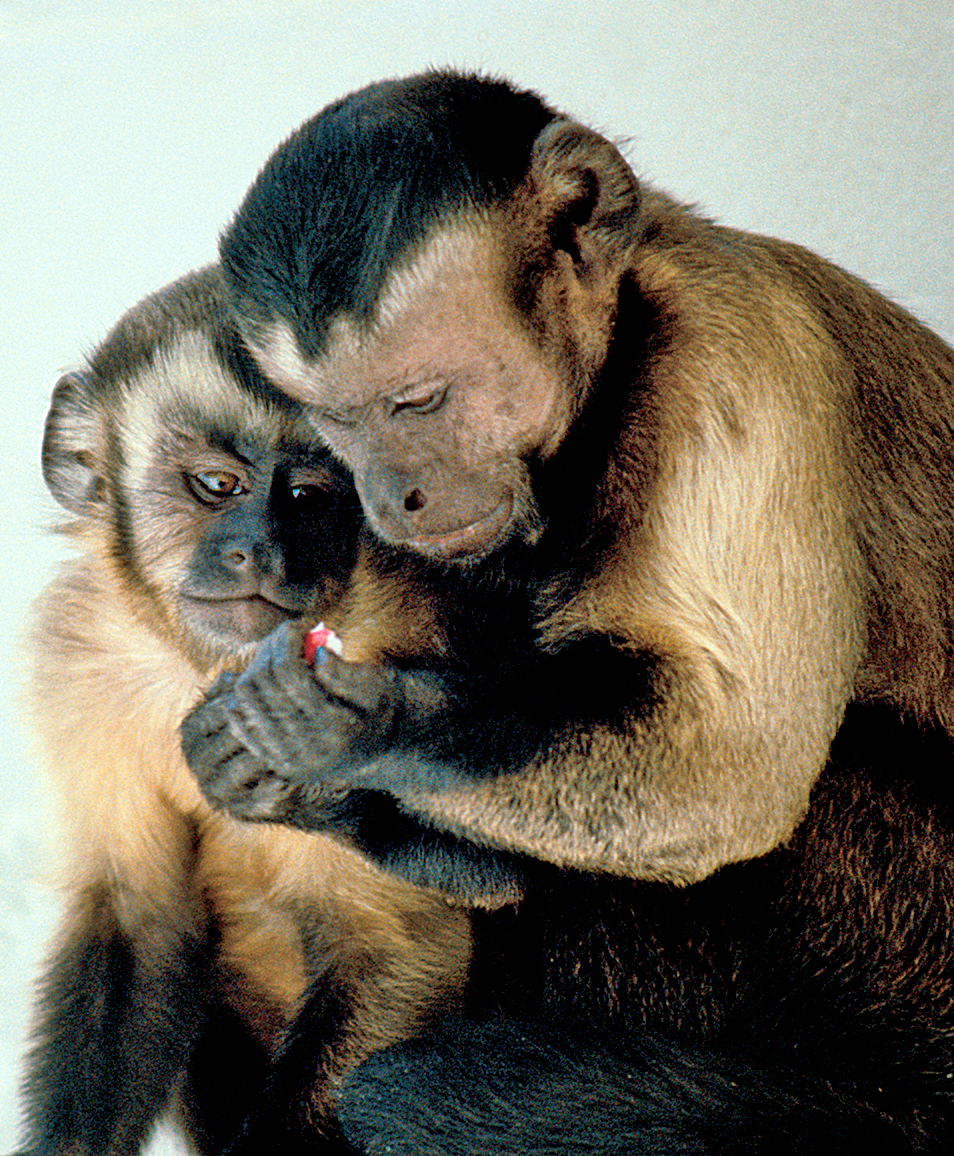
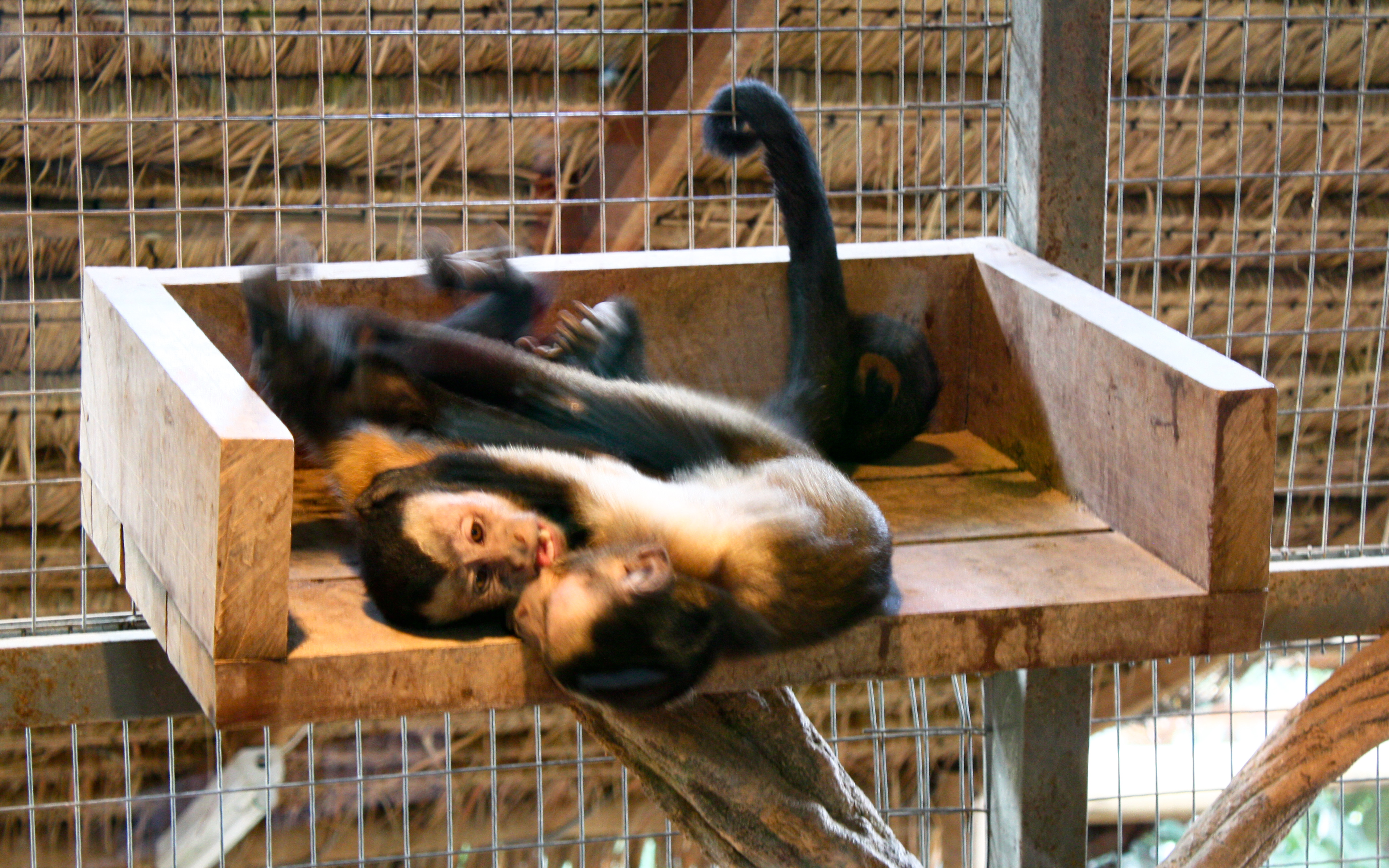
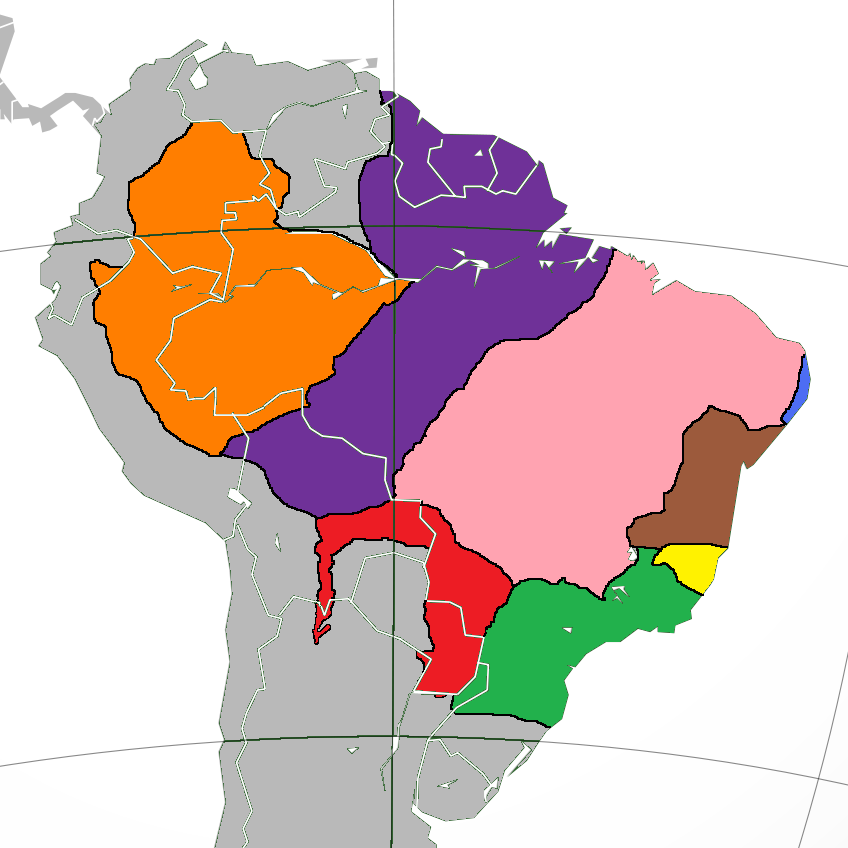